# 阿比尔寄居蟹
阿比尔寄居蟹（学名：Ciliopagurus obesus）是纤毛寄居蟹属中一个已灭绝的属，生存於今日比利时聖尼古拉的渐新世地層，化石在2003年被发现。